# Bert och kalla kriget
Bert och kalla kriget är en ungdomsroman i dagboksform av de svenska författarna Anders Jacobsson och Sören Olsson, utgiven den 25 juli 2005. Boken ingår inte i den traditionella Bert-serien utan är en helt ny version. Det är därför Bert är 12 år igen och går i sjätte klass, men handlingen har flyttats från 1990-talet till 2000-talet, med sms, mms och MSN istället för videobandspelare och 14-tums-TV. Kwok-Hei Mak har illustrerat boken, och illustrationerna är inspirerade av manga. Bokens titel har tagits från det kalla kriget, som man brukar kalla det politiskt spända läget mellan USA och Sovjetunionen som rådde från mitten av 1940-talet till slutet av 1980-talet.

## Bokomslaget
Bokomslaget visar Bert med klasskompisar på skolgården.

## Handling
Boken handlar om Bert Ljung under det kalenderår han fyller 12, och går höstterminen i 6:an.
Fröken Sonja Ek utlyser en tävling i vänskap. Alla vill vinna och ta emot det fina priset. Läget blir oroligt. Eleverna på Beckaskolan gör allt för att vinna, hotar, mutar, slåss och smickrar. Bert blir ovän med både Lill-Erik och Åke när de inte ger honom sin vänskapsröst. Och mitt i allt detta börjar en ny tjej i Berts klass, "snygga" Arijana från "livsfarliga" Skrantvalla där det påstås att alla är mördare, och beväpnade med kniv. Klimpen, den tuffaste i klassen, har en massa lappar som det egentligen står namn som inte ens existerar. Bert hoppas att Klimpen blir diskad.

### Fotnoter
1. ↑  ”Bert och kalla kriget” (på engelska). Worldcat. 10 mars 2005. https://www.worldcat.org/title/bert-och-kalla-kriget/oclc/185733964&referer=brief_results. Läst 29 mars 2015.